# LaCinetek
Ne doit pas être confondu avec CINEMATEK.
LaCinetek est une plateforme de vidéo à la demande dédiée aux films de patrimoine (sortis avant 2010), fondée par les cinéastes Pascale Ferran, Cédric Klapisch et Laurent Cantet, et le producteur Alain Rocca, ancien président d'UniversCiné. Son originalité est de proposer uniquement des œuvres sélectionnées par des cinéastes.
Le nom est sous-titré du nom de l'association loi de 1901 qui s'en occupe : La Cinémathèque des réalisateurs à sa création, puis La Cinémathèque des cinéastes à partir de 2023.

## Présentation
Lancée en novembre 2015 en France, elle est disponible en Allemagne et Autriche depuis février 2019, et en Belgique et au Luxembourg depuis le 22 octobre 2020.
Le projet est porté par une association loi de 1901, La Cinémathèque des réalisateurs, créée en août 2014 et devenue La Cinémathèque des cinéastes en septembre 2023 pour plus d'inclusivité. L'association regroupe la Société des réalisatrices et réalisateurs de films, la Société civile des auteurs, réalisateurs et producteurs, Arte France, l'Institut national de l'audiovisuel, la Cinémathèque française, la Cinémathèque de Toulouse, la Deutsche Kinemathek, la Cinémathèque royale de Belgique, le Centre Pompidou, Gaumont, StudioCanal, LMC/UniversCiné, Lobster Films, l'Agence du court métrage, et huit cinéastes : les trois membres fondateurs, ainsi qu'Olivier Assayas, Bertrand Bonello, Michel Hazanavicius, Rebecca Zlotowski et Mikael Buch.
Le catalogue de LaCinetek propose plus de 2 000 films du début de l'histoire du cinéma jusqu'en 2010.

## Principe
Chaque mois, un réalisateur ou une réalisatrice propose la liste des 50 films qu'il ou elle recommande. La liste est publiée sur le site qui le propose à la location ou à l'achat lorsque les droits sont acquis.

### Cinéastes ayant listé leurs films préférés
- Dominique Abel et Fiona Gordon
- Maren Ade
- Fatih Akin
- Dario Argento
- Thomas Arslan
- Olivier Assayas
- Alexandre Astier
- Jacques Audiard
- Nabil Ayouch
- Sean Baker
- Xavier Beauvois
- Jean-Pierre Bekolo
- Emmanuelle Bercot
- Bertrand Blier
- Bertrand Bonello
- Bong Joon-ho
- Guillaume Brac
- Serge Bromberg
- Jutta Brückner (en)
- Robin Campillo
- Laurent Cantet
- Leos Carax
- Alain Chabat
- Damien Chazelle
- Clément Cogitore
- Catherine Corsini
- Pedro Costa
- David Cronenberg
- Jean-Pierre et Luc Dardenne
- Raymond Depardon
- Arnaud Desplechin
- Lukas Dhont
- Alice Diop
- Pete Docter
- Jacques Doillon
- Xavier Dolan
- Albert Dupontel
- Atom Egoyan
- Amat Escalante
- Pascale Ferran
- Abel Ferrara
- William Friedkin
- Christophe Gans
- Nicole Garcia
- Philippe Garrel
- Costa Gavras
- Miguel Gomes
- Yann Gonzalez
- James Gray
- Felix Van Groeningen
- Robert Guédiguian
- José Luis Guerín
- Alain Guiraudie
- Lucile Hadzihalilovic
- Ryusuke Hamaguchi
- Peter Handke
- Michael Haneke
- Arthur Harari
- Mahamat-Saleh Haroun
- Jessica Hausner
- Todd Haynes
- Michel Hazanavicius
- Christoph Hochhäusler
- Joanna Hogg
- Agnieszka Holland
- Christophe Honoré
- Agnès Jaoui
- Jean-Pierre Jeunet
- Radu Jude
- Payal Kapadia
- Aki Kaurismäki
- Naomi Kawase
- Lodge Kerrigan
- Cédric Klapisch
- Hirokazu Kore-eda
- Gérard Krawczyk
- Kiyoshi Kurosawa
- Diane Kurys
- Bruce LaBruce
- Joachim Lafosse
- Nadav Lapid
- Arnaud et Jean-Marie Larrieu
- Patrice Leconte
- Claude Lelouch
- Sophie Letourneur
- Caroline Link
- Mariano Llinás
- Ken Loach
- Noémie Lvovsky
- Patricia Mazuy
- Kleber Mendonça Filho
- John Cameron Mitchell
- Dominik Moll
- Nanni Moretti
- Luc Moullet
- Cristian Mungiu
- Olivier Nakache et Éric Toledano
- Guillaume Nicloux
- Michel Ocelot
- François Ozon
- Park Chan-wook
- Christian Petzold
- Nicolas Philibert
- Bruno Podalydès
- Corneliu Porumboiu
- Lynne Ramsay
- João Pedro Rodrigues
- Alice Rohrwacher
- Christian Rouaud
- Saeed Roustaee
- Ira Sachs
- Pierre Salvadori
- Marjane Satrapi
- Riad Sattouf
- Jerry Schatzberg
- Paul Schrader
- Céline Sciamma
- Martin Scorsese
- Albert Serra
- Claire Simon
- Elia Suleiman
- Bertrand Tavernier
- Guillermo del Toro
- Joachim Trier
- Justine Triet
- Jonás Trueba
- Jaco Van Dormael
- Agnès Varda
- Francis Veber
- Paul Vecchiali
- Paul Verhoeven
- Apichatpong Weerasethakul
- Wim Wenders
- John Woo
- Yolande Zauberman
- Rebecca Zlotowski

Depuis décembre 2018, LaCinetek propose également Les films de leur vie, une rubrique dans laquelle sont publiées les listes de cinéastes disparus. François Truffaut est le premier réalisateur dont la liste a été publiée dans cette section. Elle se base sur les films qu'il cite dans son livre Les Films de ma vie publié le 21 avril 2012 chez Champs Arts.

### Les listes des films de leur vie disponibles
- Chantal Akerman
- Stanley Kubrick
- Akira Kurosawa
- François Truffaut

## Histoire

### Naissance du projet
En sortant d’une réunion à la Société des Réalisateurs de Films en 2013 où Alain Rocca, alors président de Le Meilleur du Cinéma / UniversCiné était invité à venir parler de cinéma et de vidéo à la demande, trois réalisateurs : Pascale Ferran, Cédric Klapisch et Laurent Cantet, l'ont interpellé sur le manque d’offres légales pour les films dits « de patrimoine ».
Nostalgiques du Ciné-club proposé par la télévision jusque dans les années 90, ils ont évoqué leur difficulté à revoir les films importants de l'histoire du cinéma.
Alain Rocca a alors parlé du projet qu’avait UniversCiné depuis plusieurs années d’ouvrir un label dédié aux grands classiques sans savoir comment l'éditorialiser.
Le principe du projet était ainsi posé : les cinéastes choisiront les 50 films qu'ils recommandent et des bonus exclusifs viendront accompagner la lecture des œuvres.

### Lancement du site
Le site est lancé le 5 novembre 2015 à la Gaîté-Lyrique à Paris, en présence de Fleur Pellerin alors Ministre de la culture, des cinéastes Pascale Ferran, Cédric Klapisch, Laurent Cantet, Agnès Varda, Christian Rouaud, Costa-Gavras, Michel Hazanavicius, Jean-Pierre Jeunet, Céline Sciamma, Christophe Gans et Laurent Vallet, président de l'INA.

### Identité visuelle

Logo initial
Version alternative du logo initial
Logo depuis septembre 2023

## L'offre par abonnement
Le 10 septembre 2018, LaCinetek lance une offre par abonnement sur le principe d'une sélection de dix films choisis autour d'une thématique et disponibles durant un mois. Une personnalité du monde de la culture présente l'un des dix films de chaque sélection,. Depuis le 28 septembre 2023, l'offre par abonnement évolue. À la sélection thématique mensuelle s'ajoutent des rétrospectives, des cartes blanches, des trésors cachés, des mises en lumières, des courts-métrages, le tout accompagné de bonus exclusifs. Cet abonnement est proposé au prix de 4,99€.
Le 22 avril 2024, LaCinetek étend son offre par abonnement en la lançant sur Amazon Prime Video en France via le programme Amazon Channels,,.

### Rétrospectives
- Delphine Seyrig, multiple
- Marcello !
- Romy Schneider et Claude Sautet
- Kinuyo Tanaka, actrice et réalisatrice[14]
- France Génération 90
- Jeanne Moreau, actrice et réalisatrice
- Indés U.S.
- Maîtres japonais
- Marseille : Pagnol/Guédiguian

### Invités
À l'occasion de chaque sélection mensuelle, une personnalité est invitée à commenter l'un des films proposés, dans un entretien filmé inédit diffusé sur la plateforme et sur YouTube. 
- Béatrice Dalle à propos d’Accattone de Pier Paolo Pasolini
- Anaïs Demoustier à propos de Loulou de Maurice Pialat
- Philippe Katerine à propos de Les Petites marguerites de Věra Chytilová
- Michel Legrand à propos de La Belle et la Bête de Jean Cocteau
- Jean Echenoz à propos de Journal intime de Nanni Moretti
- Jean-Baptiste Mondino à propos de Théorème de Pier Paolo Pasolini
- Leïla Slimani à propos de Monsieur Klein de Joseph Losey
- JR à propos des Glaneurs et la glaneuse d’Agnès Varda
- Christian Boltanski à propos de Huit et demi de Federico Fellini
- Clément Cogitore à propos de Twin Peaks: Fire Walk with Me de David Lynch
- Charlotte Gainsbourg à propos de Belle de jour de Luis Buñuel
- Monica Bellucci à propos de L'avventura de Michelangelo Antonioni
- Vincent Macaigne à propos de Nous nous sommes tant aimés d'Ettore Scola
- Michel Hazanavicius et Cédric Klapisch à propos de Citizen Kane d'Orson Welles
- Léa Drucker à propos de Le Voyeur de Michael Powell
- Cyril Dion à propos de La Féline de Jacques Tourneur
- Rudy Ricciotti à propos de La Dolce Vita de Federico Fellini
- Dany Laferrière à propos de Le Goût du saké de Yasujirô Ozu
- Vincent Delerm à propos de Ma nuit chez Maud d'Éric Rohmer
- Fabcaro à propos de Le Péril jeune de Cédric Klapisch
- Annette Messager à propos de Lola Montès de Max Ophüls
- Christophe Honoré à propos du Rayon vert d'Éric Rohmer
- Marie Darrieussecq à propos de Où est la maison de mon ami ? d'Abbas Kiarostami
- Lou Doillon à propos de Spinal Tap de Rob Reiner
- Agnès Jaoui à propos de Sois belle et tais-toi de Delphine Seyrig
- Emmanuel Carrère à propos de Sans toit ni loi d'Agnès Varda
- Virginie Efira à propos de Peau d'âne de Jacques Demy
- David Dufresne à propos de Serpico de Sidney Lumet
- Gabriela Trujillo à propos des Amants crucifiés de Kenji Mizoguchi
- Yannick Haenel à propos de Thérèse d'Alain Cavalier
- Jeanne Balibar à propos de Les Deux Anglaises et le Continent de François Truffaut
- Pierre-Henri Deleau à propos de la Quinzaine des Réalisateurs
- Pierre Salvadori à propos de Touchez pas au grisbi de Jacques Becker
- Coco à propos de La Collectionneuse d'Éric Rohmer
- Denis Lavant à propos de Boy Meets Girl de Leos Carax
- Angelin Preljocaj à propos de Que le spectacle commence de Bob Fosse
- Vimala Pons autour de la notion d'occulte
- Santiago Amigorena à propos de A.K. de Chris Marker
- Alain Chabat à propos de Fantômas contre Scotland Yard d'André Hunebelle
- Irène Jacob à propos de L'Amateur de Krzysztof Kieślowski
- Céleste Brunnquell à propos de Certains l'aiment chaud de Billy Wilder
- Caroline Guiela Nguyen à propos de Secrets et mensonges de Mike Leigh
- Frédérique Aït-Touati à propos de Les Saisons (en) d'Artavazd Pelechian
- Caroline Champetier à propos de Few of us de Šarūnas Bartas et Claire Mathon à propos de L'Armée des ombres de Jean-Pierre Melville
- Para One à propos de L'Année dernière à Marienbad d'Alain Resnais
- Cuckoo à propos de Terminator de James Cameron
- Lilian Thuram à propos de Coup de tête de Jean-Jacques Annaud
- Clément Cogitore à propos de Sayat nova - La Couleur de la grenade de Sergueï Paradjanov
- Wajdi Mouawad à propos de L'Apiculteur de Theo Angelopoulos
- Paloma (Hugo Bardin) à propos de Femmes au bord de la crise de nerfs de Pedro Almodóvar
- Vincent Lacoste à propos de Punch-Drunk Love de Paul Thomas Anderson
- Grégoire Leprince-Ringuet à propos de Playtime de Jacques Tati
- Joachim Trier à propos d'Une histoire d'amour suédoise de Roy Andersson
- Cédric Klapisch à propos de Madadayo d'Akira Kurosawa
- Marion Barbeau à propos de Les Beaux Gosses de Riad Sattouf
- Philippe Rousselot à propos de 4 mois, 3 semaines, 2 jours de Cristian Mungiu
- Alice Diop à propos de Wesh wesh, qu'est-ce qui se passe ? de Rabah Ameur-Zaïmeche et de L'amour existe de Maurice Pialat
- François Ede à propos de Les Trois Couronnes du matelot de Raoul Ruiz
- Arthur Teboul (Feu! Chatterton) à propos de Persepolis de Marjane Satrapi et Vincent Paronnaud
- Reda Kateb à propos des Diaboliques de Henri-Georges Clouzot
- Nicolas Mathieu à propos de Fahrenheit 451 de François Truffaut
- Alain Guiraudie à propos des Aventures de Pinocchio de Luigi Comencini
- Corneliu Porumboiu à propos de Out of the Present d'Andrei Ujică
- Paul Kircher à propos de La Belle Personne de Christophe Honoré

## Ouverture en Allemagne et Autriche
LaCinetek lance son site en Allemagne et Autriche le 10 février 2019 à Berlin lors de la 69e édition de la Berlinale, en présence des réalisateurs Wim Wenders, Christoph Hochhäusler, Cédric Klapisch, Laurent Cantet et des réalisatrices Jutta Brückner et Ula Stöckl,. À cette occasion, la Deutsche Kinemathek devient le premier membre non-français de l'association.